# Pontcharraud-Saint-Georges
Pour les articles homonymes, voir Saint-Georges, Saint Georges et Georges.
Ancienne commune de la Creuse, la commune de Pontcharraud-Saint-Georges a existé de la fin du XVIIIe siècle à 1883. Elle a été créée entre  1790 et 1794 par la fusion des communes de Pontcharraud et de Saint-Georges-Nigremont. En 1883 elle a été supprimée et les deux communes constituantes ont été rétablies.